# Ludwik Aleman
Ludwik Aleman CRSJ, zwany Kardynałem z Arles (fr. Louis Aleman, ur. ok. 1380 roku w Arbent, zm. 16 września 1450 roku w Salon-de-Provence) – francuski duchowny, protoprezbiter Kolegium Kardynalskiego w latach 1437–1440 i 1449–1450, kamerling Świętego Kościoła Rzymskiego w latach 1427–1431, błogosławiony Kościoła katolickiego.
Urodził się w szlacheckiej rodzinie na zamku Arbent. Jego rodzicami byli Jan Aleman, pan na Arbent i Coiselet oraz Maria Châtillon de Michaille. Przeznaczony do stanu duchownego został członkiem kongregacji kanoników regularnych św. Jana z Lyonu. Drogę do kariery kościelnej i beneficjów zapewniło mu bliskie pokrewieństwo z arcybiskupem Narbonne, Franciszkiem de Conzie, z którym uczestniczył w soborze w Pizie.
Od 1409 roku należał do obediencji pizańskiej i służył w południowej Francji sprawie Aleksandra V u boku legata Piotra de Thury. W roku 1414 obronił doktorat w Awinionie. W latach 1415–1417 uczestniczył w soborze w Konstancji. Poparł wybór papieża Marcina V. W 1418 roku otrzymał biskupstwo Maguelonne i rozpoczął pracę w Kurii Rzymskiej. W 1423 roku został mianowany arcybiskupem Arles, a następnie kardynałem i gubernatorem Romanii, Bolonii i Rawenny.
Był krytycznie nastawiony do Eugeniusza IV podczas soboru powszechnego zwołanego w 1431 roku. Brał aktywny udział w soborze w Bazylei. Jako jedyny kardynał pozostał przy tym zgromadzeniu, gdy papież odwołał je za koncyliaryzm. Był głównym inicjatorem wyboru przez sobór bazylejski antypapieża Feliksa V.
W 1449 roku pojednał się z papieżem Mikołajem V i wrócił do pracy w Kurii Rzymskiej. Został wysłany jako legat do Niemiec. Po powrocie udał się do swojej archidiecezji w Arles. Zmarł 16 września 1450 roku w opinii świętości.
Został beatyfikowany przez papieża Klemensa VII w 1527 roku.